# Melhores do Ano de 1995
Melhores do Ano de 1995

31 de dezembro de 1995
Melhores do Ano 

1996 →
O Melhores do Ano de 1995 foi a 1ª edição dos Melhores do Ano, prêmio entregue pela emissora de televisão brasileira TV Globo aos melhores artistas e produções emissora. 
Nessa edição, os vencedores eram escolhidos pelos funcionários da TV Globo. Desde a 7ª edição, em 2002, os funcionários da Globo escolhem os 3 finalistas e o público, através da internet ou do telefone escolhe os vencedores.

## Vencedores
Os vencedores estão em negrito.
| Melhor Ator                                          | Melhor Atriz                                      |
| ---------------------------------------------------- | ------------------------------------------------- |
| - José Mayer - (História de Amor)                    | - Aracy Balabanian - (A Próxima Vítima)           |
| Melhor Humorista                                     | Melhor Ator Revelação                             |
| - Tom Cavalcante - (Escolinha do Professor Raimundo) | - Cláudio Lins (História de Amor)                 |
| Momento Inesquecível do Ano                          | Música do Ano                                     |
| - A volta dos "Beatles"                              | - "Mulheres", Martinho da Vila                    |
| Sucesso do Ano                                       | Ator que melhor representa os 30 anos da TV Globo |
| - Lulu Santos                                        | - Tony Ramos                                      |